# Gerhard Thomsen
Gerhard Thomsen (* 23. Juni 1899 in Hamburg; † 4. Januar 1934 in Papendorf bei Rostock) war ein deutscher Mathematiker, der sich mit Geometrie beschäftigte.

## Leben
Thomsen war der Sohn eines Arztes und machte 1917 sein Abitur an der Gelehrtenschule des Johanneums in Hamburg (auf der er seit 1908 war), um danach gleich bis 1919 seinen Wehrdienst im Ersten Weltkrieg zu leisten. Ab 1919 studierte er Mathematik und Naturwissenschaften an der neu gegründeten Universität Hamburg und (für kurze Zeit) an der Universität Heidelberg, mit dem Abschluss des Staatsexamens für das höhere Lehramt in Hamburg im November 1922. In Heidelberg wurde Thomsen Mitglied der Burschenschaft Vineta. Ein Jahr später 1923 wurde er bei Wilhelm Blaschke promoviert (Grundlagen der konformen Flächentheorie). Als Post-Doktorand war er Assistent für darstellende Geometrie an der TH Karlsruhe und ab 1925 Assistent von Blaschke in Hamburg. 1926/27 war er ein Jahr in Rom als Rockefeller-Stipendiat bei Tullio Levi-Civita. Nach der Habilitation (Geometrie, Gruppentheorie) in Hamburg 1928 über ein Thema der Allgemeinen Relativitätstheorie (Über die Bewegung eines kleinen starren Probekörpers in beliebig vorgegebenen Gravitationsfeldern) war er Privatdozent in Hamburg. Ab 1929 war er ordentlicher Professor an der Universität Rostock und Direktor des dortigen Mathematischen Seminars. Er wurde 1934 von einem Zug überfahren, wobei ein Suizid vermutet wird. Er hatte am 22. November 1933 an der Universität Rostock einen Vortrag über den Niedergang des Unterrichts in den Naturwissenschaften und der Mathematik an den Schulen und Hochschulen gehalten, der zwar keine offene Opposition zu den Nationalsozialisten ausdrückte und im Gegenteil die Bedeutung von Mathematik und Naturwissenschaften für ein neues Deutschland herausstreichen wollte, aber kurz vor seinem Tod zu einem Ermittlungsverfahren der Staatsanwaltschaft führte. Der Vortrag fand nach Max Pinl damals viel Beachtung. Er wurde in den Physikalischen Blättern (der Hauszeitschrift der Deutschen Physikalischen Gesellschaft) 1943 nachgedruckt.
Thomsen war ab 1923 Mitglied der Deutschen Mathematiker-Vereinigung und ab 1925 Mitglied der Mathematischen Gesellschaft Hamburg.

## Werk
Thomsen war nach Max Pinl einer der erfolgreichsten Mitarbeiter von Wilhelm Blaschke in dessen Umsetzung des Erlanger Programms von Felix Klein für die Differentialgeometrie, das heißt die systematische Erkundung der Differentialgeometrie nach den zugrundeliegenden Transformationsgruppen (insbesondere affine Transformationen, Möbius- und Laguerre-Transformationen, konforme Transformationen). Unter dem Einfluss von Levi-Civita wandte er sich auch mathematischen Aspekten der Allgemeinen Relativitätstheorie zu (viele seiner Arbeiten veröffentlichte er in Italienisch).
In einem 1933 erschienenen Buch gab er aufbauend auf den Arbeiten von Johannes Hjelmslev eine gruppentheoretische Behandlung der Aufbau der euklidischen Elementargeometrie mit Spiegelungen. Arnold Schmidt behandelte in den 1940er Jahren gruppentheoretisch den Fall der Absoluten Geometrie.
Nach ihm sind spezielle Minimalflächen benannt, die er 1923 einführte. Sie sind dadurch definiert, dass sie gleichzeitig Minimalflächen im euklidischen Raum, als auch affine Minimalflächen im Sinn von Wilhelm Blaschke sind. Thomsen charakterisierte sie und gab erste Beispiele dafür (Spezialfälle von Thomsenschen Minimalflächen sind die Helikoide und Ennepers Minimalfläche). Vollständig wurden sie von Woldemar Barthel, Reinhard Volkmer, und Imme Haubitz 1980 klassifiziert.
Als Assistent von Blaschke war er an mehreren von dessen Publikationen beteiligt (so an verschiedenen Auflagen seiner Vorlesungen über Differentialgeometrie und der Herausgabe von Felix Klein Vorlesungen über höhere Geometrie).

## Schriften
- Grundlagen der Elementargeometrie in gruppenalgebraischer Behandlung,  Hamburger Mathematische Einzelschriften 15, Leipzig, 1933.
- Über einen neuen Zweig geometrischer Axiomatik und eine neue Art von analytischer Geometrie, Mathematische Zeitschrift, Band 34, 1932, S. 668–720, Online
- Zum geometrischen Spiegelungskalkül, Mathematische Zeitschrift, Band  37, 1933, S. 561–565, Online
- Zur Differentialgeometrie im dreidimensionalen Raume, Jahresbericht DMV, Band 34, 1926, S. 131 Online